# Pedersborg Station
Pedersborg Station er en nedlagt dansk jernbanestation på Sorø-Vedde-banen (1903-50), beliggende i bydelen Pedersborg i den nordlige del af Sorø. Stationsbygningen er bevaret på Fulbyvej 3.
55°27′28″N 11°33′50″Ø / 55.45778°N 11.56389°Ø